# Nelly Bodenheim
Nelly Bodenheim o Johanna Cornelia Hermana Bodenheim (Ámsterdam, 27 de mayo de 1874 – 7 de enero de 1951) fue una ilustradora neerlandesa conocida por sus siluetas.

## Biografía
Bodenheim nació en Ámsterdam donde estudió en la Rijksacademie voor Beeldende Kunsten, después continuó con lecciones del pintor Jan Veth. Sus ilustraciones -a menudo para los libros infantiles- eran generalmente siluetas blancas y negras pero también realizó litografías en color. Además de ilustraciones para libros y revistas, diseñó textiles, carteles, y cubiertas de libro. Fue miembro del grupo de los artistas conocidos como Amsterdamse Joffers.
Sus siluetas decoraron en 1905 el libro Women Painters of the World.